# Équipe de Roumanie des moins de 17 ans de football
Maillots
L'équipe de Roumanie de football des moins de 17 ans est constituée par une sélection des meilleurs joueurs roumains de moins de 17 ans sous l'égide de la Fédération de Roumanie de football.

## Parcours

### Parcours en Championnat d'Europe
| - 1982 : Non qualifiée - 1984 : Non qualifiée - 1985 : Non qualifiée - 1986 : 1er tour - 1987 : Non qualifiée - 1988 : 1er tour - 1989 : 1er tour - 1990 : Non qualifiée - 1991 : 1er tour - 1992 : 1er tour - 1993 : Non qualifiée - 1994 : Non qualifiée - 1995 : Non qualifiée - 1996 : 1er tour - 1997 : Non qualifiée - 1998 : Non qualifiée - 1999 : Non qualifiée - 2000 : 1er tour - 2001 : 1er tour - 2002 : Non qualifiée - 2003 : Non qualifiée - 2004 : Non qualifiée - 2005 : Non qualifiée |  | - 2006 : Non qualifiée - 2007 : Non qualifiée - 2008 : Non qualifiée - 2009 : Non qualifiée - 2010 : Non qualifiée - 2011 : 1er tour - 2012 : Non qualifiée - 2013 : Non qualifiée - 2014 : Non qualifiée - 2015 : Non qualifiée - 2016 : Non qualifiée - 2017 : Non qualifiée - 2018 : Non qualifiée - 2019 : Non qualifiée - 2022 : Non qualifiée - 2023 : Non qualifiée - 2024 : Non qualifiée |

### Coupe du monde
| - 1985 : Non qualifiée - 1987 : Non qualifiée - 1989 : Non qualifiée - 1991 : Non qualifiée - 1993 : Non qualifiée - 1995 : Non qualifiée - 1997 : Non qualifiée - 1999 : Non qualifiée - 2001 : Non qualifiée - 2003 : Non qualifiée |  | - 2005 : Non qualifiée - 2007 : Non qualifiée - 2009 : Non qualifiée - 2011 : Non qualifiée - 2013 : Non qualifiée - 2015 : Non qualifiée - 2017 : Non qualifiée - 2019 : Non qualifiée - 2023 : Non qualifiée |

## Anciens joueurs
- Marius Alexe
- Theo Corbeanu
- Adrian Stoian
- Gabriel Torje
- Alex Dobre
- Olimpiu Moruțan
- Costel Pantilimon
- Răzvan Ochiroșii
- Lucian Popescu